# NGC 7642
NGC 7642 (również PGC 71264 lub UGC 12560) – galaktyka spiralna (Sa), znajdująca się w gwiazdozbiorze Ryb. Odkrył ją Albert Marth 19 października 1864.